# Charles Pierre Pourcin
Charles Pierre de Pourcin, né le 21 mars 1734 à Nîmes (Gard), mort le 22 mars 1799 à Bordeaux (Gironde), est un général de brigade de la Révolution française.

## États de service
Capitaine du régiment de Lyonnais, il est réformé en 1763.
Il est promu maréchal de camp le 15 septembre 1792, à l’armée des Alpes sous les ordres du général Kellermann. Il est admis à la retraite en 1793. Il est titulaire de la croix de chevalier de Saint-Louis.
Il meurt le 22 mars 1799, à Bordeaux.

## Sources
- (en) « Generals Who Served in the French Army during the Period 1789 - 1814: Eberle to Exelmans »
- Côte S.H.A.T.: 4 YD 3942
- Léon Hennet, Etat militaire de France pour l’année 1793, Siège de la société, Paris, 1903, p. 12-33.